# Miljöfordon

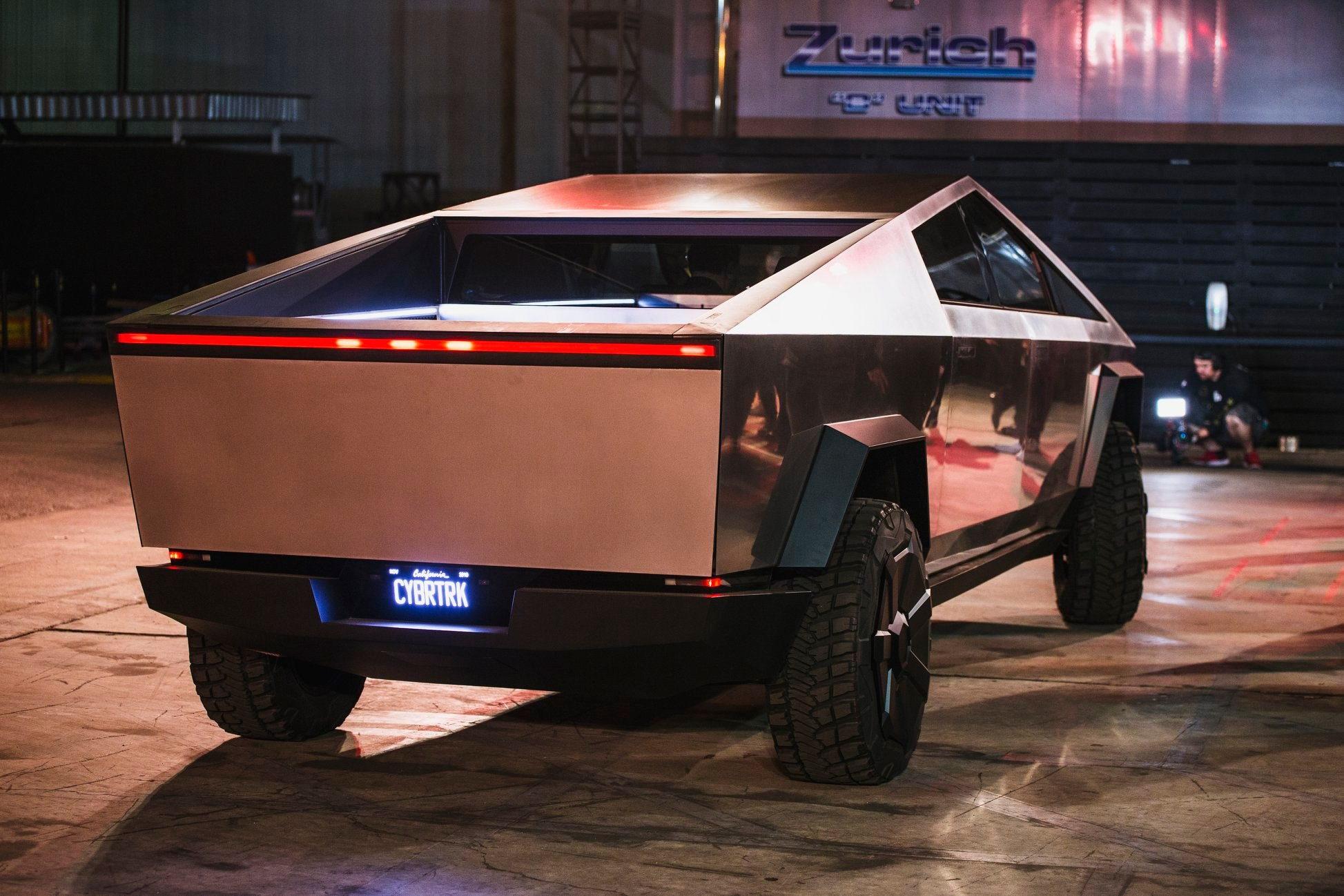
Tesla Cybertruck är ett elfordon och därmed ett miljöfordon.

Miljöfordon är ett begrepp som betecknar fordon med lägre miljöbelastning än motsvarande konventionella fordon, vilket i allmänhet innebär lägre utsläpp av miljö- och hälsofarliga avgaser (emissioner). Men det finns ingen exakt definition på vad en miljöbil är.
Exempel på miljöfordon är miljöbilar, elfordon och tunga fordon som drivs med alternativa bränslen (exempelvis bussar, sopbilar och lastbilar som drivs med vätgas (bränslecellsbilar), biogas eller naturgas, ofta i form av LBG (flytande biogas) eller LNG med hjälp av så kallad "dual fuel"-teknik. Ett exempel är Volvo Methane Diesel Engine (MDE)).
Begreppen "miljöfordon" och "miljöbränslen" / "alternativa drivmedel" blandas ofta ihop på ett olyckligt sätt. Om målet är att få renare avgaser, som har lägre giftighet, och att minska utsläppen av växthusgaser, så är det oftast mer miljöeffektivt och kostnadseffektivt att köra mindre, samt att satsa på alternativa drivmedel till vanliga fordon, än att köpa "miljöbilar", som oftast tankas med vanlig, råoljebaserad bensin i alla fall, därför att det blir billigast, fungerar bäst och är mest tillgängligt.
Miljöfordon är indelade i olika klasser, miljöklass 2000, 2005, 2006, 2008, EEV, hybrid och el.